# Kolla millironi
Kolla millironi är en insektsart som beskrevs av Young 1986. Kolla millironi ingår i släktet Kolla och familjen dvärgstritar. Inga underarter finns listade i Catalogue of Life.